# Швайштейн, Моисей Хаимович
Моисей Хаимович Швайштейн (2 октября 1936, Витебск — 20 мая 2025, Москва) — скрипач, педагог. Народный артист Республики Башкортостан (1995). Профессор УГАИ (1993).

## Биография
Родился 2 октября 1936 года в Витебске Белорусской ССР.
В 1954 году окончил Уфимское музыкальное училище (педагог М. Г. Файн), в 1959 году — Московскую государственную консерваторию им. П. И. Чайковского (педагог М. Б. Питкус).
По окончании консерватории, в 1959—1962 годах работал солистом и концертмейстером оркестра Башкирского театра оперы и балета. С 1959 года — солист Башкирской филармонии.
Одновременно с концертной деятельностью работал: в 1962—1972 годах преподавателем струнного отделения Уфимского училища искусств. С 1972 года — Уфимского института искусств, с 1986 года — зав. кафедрой струнных инструментов, профессор (1993).
Скончался 20 мая 2025 года в Москве в возрасте 88 лет.

## Ученики
Учениками Швайштейна Моисея Хаимовича являются скрипачи Марат Габдуллин, Л. Айкаев, Л. Минибаева, Ф. Ситдикова, Н. Кириллова.

## Труды
Швайштейн Моисей Хаимович — автор 20 научно-методических работ, двух сборников пьес для скрипки (Уфа, 1982, 1986).
Фирмой «Мелодия» выпущено 2 диска с записями скрипичной музыки башкирских композиторов в его исполнении.

## Репертуар
Произведения зарубежной, русской классики, сочинения современных, включая башкирских композиторов.

## Награды и звания
- Народный артист Республики Башкортостан (1995).
- Заслуженный артист Башкирской АССР (1972)